# Nguyễn Công Hoan

Nguyễn Công Hoan (6 tháng 3 năm 1903 – 6 tháng 6 năm 1977) là một nhà văn, nhà báo Việt Nam được tặng Giải thưởng Hồ Chí Minh về Văn học Nghệ thuật năm 1996. Ông là Chủ tịch đầu tiên của Hội Nhà văn Việt Nam (1957-1963).

## Tiểu sử
Nguyễn Công Hoan quê ở làng Xuân Cầu, tổng Xuân Cầu, huyện Văn Giang, phủ Thuận Thành, tỉnh Bắc Ninh (nay thuộc xã Nghĩa Trụ, huyện Văn Giang, tỉnh Hưng Yên). Ông sinh trong một gia đình quan lại xuất thân Nho học thất thế. Trong gia đình, từ nhỏ Nguyễn Công Hoan đã được nghe và thuộc rất nhiều câu thơ, câu đối và những giai thoại có tính chất trào lộng, châm biếm, đả kích tầng lớp quan lại. Điều đó ảnh hưởng mạnh mẽ đến phong cách văn chương của ông sau này. 
Năm 1926, ông tốt nghiệp cao đẳng sư phạm, làm nghề dạy học ở nhiều nơi (như Hải Dương, Lào Cai, Nam Định,...) cho đến khi Cách mạng tháng Tám nổ ra. Ông viết văn từ sớm, tác phẩm đầu tay Kiếp hồng nhan (viết năm 1920, được Tản Đà thư điếm xuất bản năm 1923) là một đóng góp cho nền văn xuôi Việt Nam bằng chữ Quốc ngữ.
Sau Cách mạng tháng Tám, ông giữ chức Giám đốc kiểm duyệt báo chí Bắc Bộ, kiêm Giám đốc Sở Tuyên truyền Bắc Bộ. Sau đó ông gia nhập Vệ quốc quân, làm biên tập viên báo Vệ quốc quân, giám đốc trường Văn hóa quân nhân, chủ nhiệm và biên tập tờ Quân nhân học báo. Ông là đảng viên Đảng Lao động Việt Nam từ năm 1948. Năm 1951, ông làm việc ở Trại tu thư của ngành giáo dục, biên soạn sách giáo khoa và sách Sử Việt Nam hiện đại từ Pháp thuộc đến năm 1950 dùng cho lớp 7 hệ chín năm. Ông cũng viết bài cho báo Giáo dục nhân dân, cơ quan ngôn luận đầu tiên của Bộ Quốc gia giáo dục lúc bấy giờ. Từ sau năm 1954, ông trở lại nghề văn với cương vị Chủ tịch Hội Nhà văn Việt Nam (khóa đầu tiên 1957-1963), Ủy viên Ban Thường vụ trong Ban Chấp hành Hội Nhà văn Việt Nam các khóa sau đó. Ông cũng là Ủy viên Ban chấp hành Liên hiệp các Hội Văn học nghệ thuật Việt Nam, chủ nhiệm tuần báo Văn (tiền thân của báo Văn nghệ).
Nguyễn Công Hoan mất ngày 6 tháng 6 năm 1977 tại Hà Nội.
Ông được truy tặng Giải thưởng Hồ Chí Minh về Văn học Nghệ thuật năm 1996 với tập truyện ngắn Kép Tư Bền, các tiểu thuyết Bước đường cùng, Nông dân và địa chủ, Tranh tối tranh sáng, Người cặp rằng trong hầm xay lúa.

## Vinh danh
- Giải thưởng Hồ Chí Minh về Văn học nghệ thuật năm 1996.
- Tên ông được đặt cho một phố ở Hà Nội, đoạn giữa hai phố Ngọc Khánh và Nguyễn Chí Thanh. Tại thành phố Đồng Hới, Quảng Bình có con đường mang tên Nguyễn Công Hoan ở phường Bắc Lý.
- Năm 2009 tên ông đã được đặt cho tên trường THPT Nguyễn Công Hoan tại xã Mễ Sở, huyện Văn Giang, tỉnh Hưng Yên.

## Tác phẩm
Ông để lại một di sản nghệ thuật với hơn 200 truyện ngắn, gần 30 truyện dài và nhiều tiểu luận văn học, các tác phẩm chính của ông là: 
- Kiếp hồng nhan (truyện ngắn, 1923)
- Răng con chó của nhà tư sản (truyện ngắn, 1929; đăng Annam tạp chí số 23 năm 1931 với nhan đề Răng con vật nhà tư bản)
- Hai thằng khốn nạn (truyện ngắn, 1930)
- Thật là phúc (truyện ngắn, 1931)
- Người ngựa, ngựa người (truyện ngắn, 1931)
- Thế là mợ nó đi tây (truyện ngắn, 1932)
- Xin chữ cụ nghè (truyện ngắn, 1932)
- Tắt lửa lòng (truyện dài, 1933)
- Lá ngọc cành vàng (tiểu thuyết, 1934)
- Kép Tư Bền (tập truyện ngắn, 1935)
- Cô làm công (tiểu thuyết, 1936)
- Cô giáo Minh (tiểu thuyết, 1936)
- Oẳn tà roằn (truyện ngắn, 1937)
- Vợ (truyện ngắn, 1937)
- Bước đường cùng (tiểu thuyết, 1938)
- Tinh thần thể dục (truyện ngắn, 1939)
- Phành phạch (truyện ngắn, 1939)
- Cái thủ lợn (tiểu thuyết, 1939)
- Nông dân và địa chủ (truyện ngắn, 1955)
- Tranh tối tranh sáng (truyện dài, 1956)
- Người cặp rằng hầm xay lúa ở ngục Côn Lôn 1930 (1960)
- Hỗn canh hỗn cư (truyện dài, 1961)
- Đống rác cũ (tiểu thuyết, 1963)
- Đời viết văn của tôi (hồi ký, 1971)
- Tuyển tập Nguyễn Công Hoan (3 tập, Nhà xuất bản Văn học, 1983-1986)
- Đồng hào có ma

Năm 1936, truyện dài Tắt lửa lòng của ông đã được Trần Hữu Trang chuyển thể thành vở cải lương nổi tiếng Lan và Điệp.

## Thành tựu nghệ thuật
Nguyễn Công Hoan là nhà văn tiêu biểu của văn học hiện thực phê phán Việt Nam. Tác phẩm Kép Tư Bền (viết năm 1927, xuất bản năm 1935) đã gây chấn động trên văn đàn, và là đề tài cho cuộc bút chiến giữa hai quan điểm nghệ thuật vị nghệ thuật và nghệ thuật vị nhân sinh lúc bấy giờ. Nhiều tác phẩm của ông được đưa vào giảng dạy ở chương trình giáo dục phổ thông các cấp.
Bộ Văn hóa, Thể thao và Du lịch Việt Nam giới thiệu:
Nói đến Nguyễn Công Hoan trước hết là nói đến một bậc thầy truyện ngắn trong văn học Việt Nam hiện đại. Thế giới truyện ngắn Nguyễn Công Hoan đa dạng, phong phú như một "bách khoa thư", một "tấn trò đời" mà đặc trưng là xã hội phong kiến của thực dân ở Việt Nam nửa đầu thế kỷ 20. Truyện ngắn Nguyễn Công Hoan có nhiều nét gần với truyện cười dân gian, tiếp thu được truyền thống lạc quan của nhân dân muốn dùng tiếng cười như một "vũ khí của người mạnh" để tống tiễn cái lạc hậu, cái xấu xa vào dĩ vãng... Truyện ngắn Nguyễn Công Hoan với đặc điểm của nó đã nâng cao khả năng nhận thức và khám phá các hiện tượng xã hội phức tạp... Chúng ta có quyền tự hào về Nguyễn Công Hoan và coi ông là bậc thầy truyện ngắn... Nguyễn Công Hoan là nhà văn có công khai phá, mở đường cho chủ nghĩa hiện thực trong văn học Việt Nam thời kỳ hiện đại... Nguyễn Công Hoan đã đột phá vào những thành trì, khuôn khổ của giáo huấn và tiếp nhận, tuân theo một chủ nghĩa khách quan lịch sử khi miêu tả hiện thực. Giới nghiên cứu văn học khi bàn đến sự hình thành chủ nghĩa hiện thực trong văn học Việt Nam đều nhất trí đánh giá cao vai trò, vị trí của Nguyễn Công Hoan, người có những tác phẩm được coi là "cổ điển" trong nền văn học hiện đại.
Từ điển bách khoa Việt Nam đánh giá:
Có thể nói Nguyễn Công Hoan là ngọn cờ đầu của văn học hiện thực phê phán Việt Nam... Nguyễn Công Hoan đến với chủ nghĩa hiện thực bằng văn học trào phúng. Từ những truyện đầu tiên, ông đã tìm đề tài trong những người nghèo khổ, cùng khốn của xã hội. Đa số nhân vật phản diện của ông đều thuộc tầng lớp thượng lưu giàu có và quan lại, cường hào. Toàn những cảnh xấu xa, bỉ ổi, những chuyện bất công, ngang ngược, những con người ghê tởm, đáng khinh bỉ. Nguyễn Công Hoan tạo ra những tình huống bất ngờ, rồi phá lên cười và làm cho người khác cười theo, nhưng ngẫm lại thật thương tâm đau xót.
Ngoài sáng tác, những bài tiểu luận, phê bình văn học của ông cũng được đánh giá cao vì có cái nhìn, cách tiếp cận sắc sảo về các tác giả văn học Việt Nam.
Ông từng có mặt trong Từ điển Bách khoa toàn thư của Liên Xô từ thập niên 1960.

## Giai thoại
- Mặc dù sinh thời, Phạm Quỳnh nhận xét về Nguyễn Công Hoan rằng "Truyện viết hay như Tây" nhưng ông rất ít đọc các tác phẩm văn học nước ngoài, kể cả tác phẩm của các tác giả bậc thầy. Theo ông kể lại, ngày còn đi học, ông được một người thân cho ba đồng bạc để mua sách, ông góp thêm tiền vào mua được bộ tiểu thuyết Bá tước Monte Cristo (bấy giờ được dịch sang tiếng Việt là Ngọc Sơn bá tước) của Alexandre Dumas. Sách mua về, ông chỉ đọc có chương đầu tiên rồi bỏ, từ đấy cuốn sách chỉ để cho mượn. Khi ông được người bạn cho mượn một tập truyện ngắn của Guy de Maupassant thì ông cũng chỉ đọc có truyện đầu là "Lão ăn mày", rồi không xem thêm nữa.[3]
- Một lần, cảnh sát khu vực phường Trần Hưng Đạo đến nhà gặp Nguyễn Công Hoan để kê khai bổ sung về hộ khẩu, lý lịch. Đến mục trình độ văn hóa, ông khai là "đọc thông, viết thạo". Người cảnh sát khu vực tròn xoe mắt thắc mắc: "Thưa bác, bác là nhà văn lớn mà khai như thế này, liệu có khiêm tốn quá không?". Ông Hoan nói: "Ghi đúng đấy. Tôi hồi trước học theo văn bằng của Pháp chỉ tương đương hết phổ thông bây giờ. Tôi từng chỉ là thầy giáo tiểu học. Nhưng bây giờ nhiều trường đại học vẫn mời tôi giảng bài cho các thế hệ sinh viên. Theo anh, tôi nên khai như thế nào?".
- Ông nội của Nguyễn Công Hoan - Nguyễn Đức Liên - đưa ra quy ước về cách đặt tên đệm lần lượt theo các đời là "Đức, Đạo, Công, Tài, Trường, Thiên, Thế, Tộ". Do vậy, ông được đặt tên đệm chữ Công. Các con trai của ông được đặt tên đệm chữ Tài (Nguyễn Tài Khoái, Nguyễn Tài Đông, ngang hàng có "Nguyễn Tài Dư, Nguyễn Tài Anh"...). Cháu nội ông lấy đệm chữ Trường (Nguyễn Trường Thống Nhất, Nguyễn Trường Đại...). Cũng theo quy ước đó, khi đến chữ "Tộ" thì quay lại chữ "Đức". Ý nghĩa của tám chữ được dùng để đặt tên đệm đó đại ý là có đạo đức, có tài năng thì tiếng tăm được lưu truyền trên thế gian này mãi mãi.

## Gia đình
Ông có ba người em trai đều tham gia hoạt động cách mạng và giữ cương vị quan trọng là Nguyễn Công Miều (Lê Văn Lương) nguyên Ủy viên Bộ Chính trị, Nguyễn Công Bồng nguyên Phó Tổng Giám đốc Nha Công an và Nguyễn Công Mỹ nguyên Tổng Giám đốc đầu tiên của Nha bình dân học vụ.
Con trai ông là Nguyễn Tài Đông, Đại tá nguyên thứ trưởng Bộ Công an, từng bị CIA của Mỹ bắt giam trong thời kỳ Chiến tranh Việt Nam. Cháu là Nguyễn Trường Đại, hiện là Đại tá Cục phó Cục Thông tin liên lạc (H47), Tổng cục Hậu cần – Kỹ thuật, Bộ Công an.
Con gái ông là Nguyễn Thị Tài Hồng (bút danh Lê Minh) được tặng Giải thưởng Nhà nước về Văn học Nghệ thuật vào năm 2017.